# Hyalinoecia brementi
Hyalinoecia brementi é uma espécie de anelídeo pertencente à família Onuphidae.
A autoridade científica da espécie é Fauvel, tendo sido descrita no ano de 1916.
Trata-se de uma espécie presente no território português, incluindo a sua zona económica exclusiva.